# Batara
Batara is een geslacht van vogels uit de familie Thamnophilidae. Het geslacht telt één soort:
- Batara cinerea  –  Reuzenmierklauwier